# Lembruch
Lembruch – miejscowość i gmina Niemczech, w kraju związkowym Dolna Saksonia, w powiecie Diepholz, wchodzi w skład gminy zbiorowej Altes Amt Lemförde.

## Bibliografia

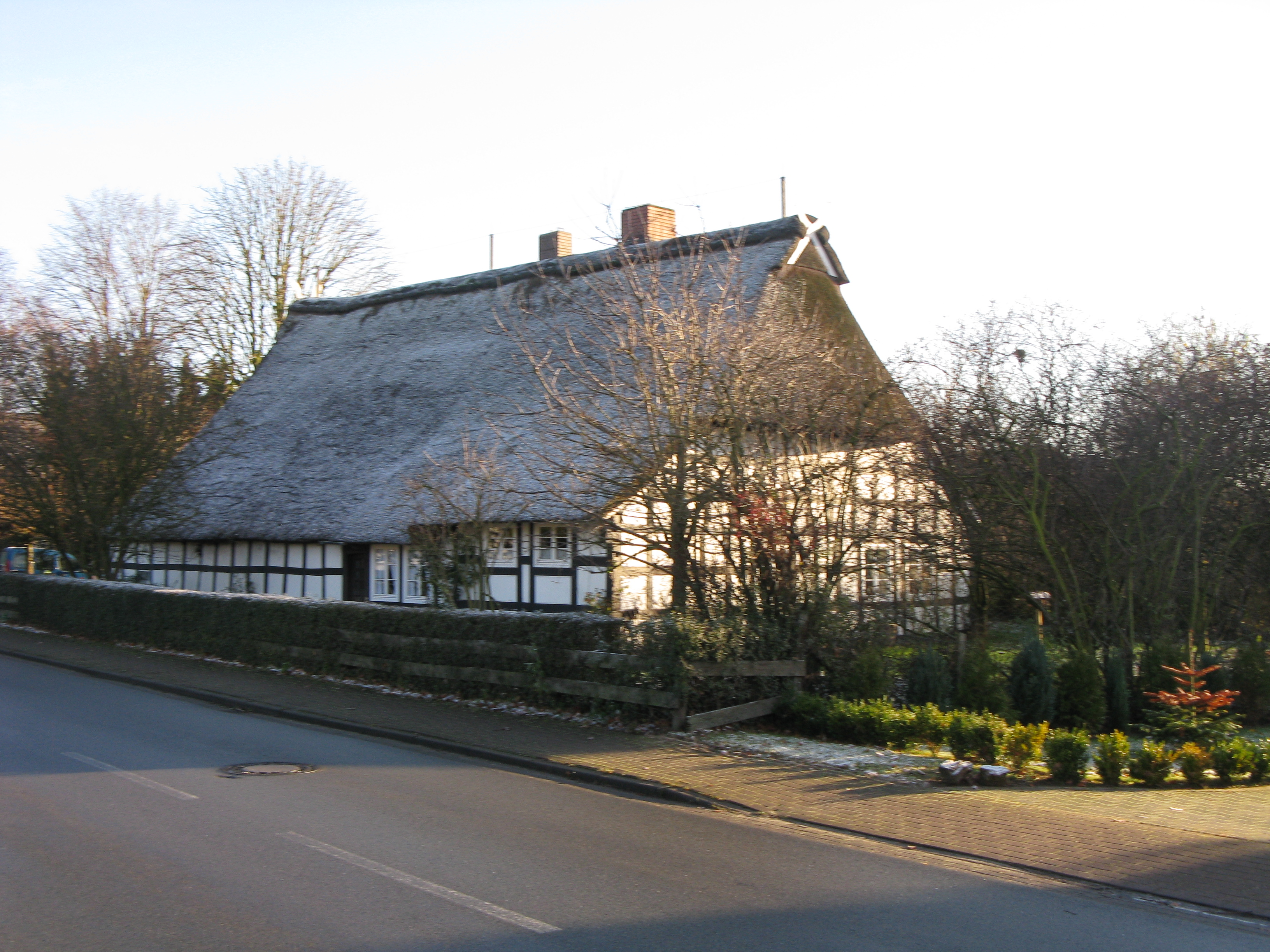
Budynek w Lembruch